# Connochaetes gnou
Lo gnu dalla coda bianca (Connochaetes gnou (Zimmermann, 1780)) è una delle due specie di gnu, strettamente imparentate tra loro. Appartenente al genere Connochaetes e alla famiglia dei Bovidi, venne descritto per la prima volta da Eberhard August Wilhelm von Zimmermann nel 1780. 
Generalmente misura 170–220 cm di lunghezza testa-corpo e pesa 110–180 kg. I maschi misurano 111–121 cm al garrese, le femmine 106–116 cm. La sua caratteristica principale, alla quale deve anche il nome comune, è la lunga coda bianca simile a quella di un cavallo. Ha un manto di colore variabile dal marrone scuro al nero e presenta una serie di lunghi ciuffi di pelo scuro tra le zampe anteriori e sotto l'addome.
Lo gnu dalla coda bianca è erbivoro e la sua dieta è costituita quasi interamente da erba. L'acqua è un requisito fondamentale per la sua esistenza. Dal punto di vista sociale, vi sono tre tipi distinti di gruppi: branchi di femmine, branchi di maschi e maschi territoriali. Gli gnu sono corridori molto veloci e comunicano utilizzando un'ampia gamma di segnali visivi e sonori. La stagione degli amori principale va da febbraio ad aprile. Dopo una gestazione di circa otto mesi e mezzo nasce generalmente un unico piccolo, che rimane con la madre fino alla nascita del piccolo successivo, un anno dopo. Lo gnu dalla coda bianca abita le pianure aperte, le praterie e le boscaglie del Karoo.
Le popolazioni originarie di questa specie, endemica delle parti meridionali dell'Africa, vennero quasi completamente sterminate nel corso del XIX secolo, sia perché considerate nocive per le colture che per il valore delle pelli e della carne. Tuttavia, la specie è stata reintrodotta in gran parte dell'areale originario a partire da esemplari cresciuti in cattività, sia in terreni privati che in riserve naturali di Lesotho, eSwatini e Sudafrica, ma anche in aree dove non era mai stata presente, come la Namibia e il Kenya.

## Tassonomia ed evoluzione
Il nome scientifico dello gnu dalla coda bianca è Connochaetes gnou. Classificato nel genere Connochaetes e nella famiglia dei Bovidi, venne descritto per la prima volta dallo zoologo tedesco Eberhard August Wilhelm von Zimmermann nel 1780 sulla base della descrizione presente su un articolo scritto dal filosofo naturale Jean-Nicolas-Sébastien Allamand nel 1776. Il nome del genere, Connochaetes, deriva dal greco κόννος, kónnos, «barba», e χαίτη, khaítē, «capelli fluenti», «criniera». L'appellativo specifico, gnou, trae origine dal nome khoikhoi dato a questi animali, gnou. È probabile che anche il nome comune «gnu» derivi dal nome ottentotto t'gnu, che si riferisce al richiamo «ge-nu» ripetuto più volte dai maschi durante la stagione degli amori. Lo gnu dalla barba bianca venne scoperto per la prima volta nella parte settentrionale del Sudafrica nel primo decennio del XIX secolo.
Lo gnu dalla coda bianca viene oggi classificato nello stesso genere dello gnu striato (Connochaetes taurinus), ma non è sempre stato così: in passato, infatti, quest'ultimo veniva posto in un genere a sé, Gorgon. La linea evolutiva dello gnu dalla coda bianca sembra essersi separata da quella dello gnu striato tra il Pleistocene medio e superiore e divenne una specie distinta circa un milione di anni fa. Questa evoluzione è piuttosto recente, considerata la scala dei tempi geologici.
Negli antenati fossili dell'attuale gnu dalla coda bianca erano già presenti le caratteristiche necessarie alla difesa del territorio, come le corna e il cranio dalla base larga. I più antichi resti fossili conosciuti sono stati trovati nelle rocce sedimentarie di Cornelia, nello Stato libero, e risalgono a circa 800000 anni fa. Altri fossili sono stati scoperti nei depositi del fiume Vaal, ma non è chiaro se siano antichi quanto quelli trovati a Cornelia. Corna appartenute a gnu dalla coda bianca sono state trovate nelle dune di sabbia vicino a Hermanus, in Sudafrica, in una località molto distante dall'attuale areale della specie; gli studiosi hanno ipotizzato che questi animali potrebbero essere migrati in quella regione dal Karoo.

### Ibridi
Lo gnu dalla coda bianca può incrociarsi con lo gnu striato, suo parente stretto. Sono stati più volte riportati casi di maschi di gnu dalla coda bianca che si sono accoppiati con femmine di gnu striato e viceversa. Le differenze nel comportamento sociale e nella preferenza dell'habitat hanno storicamente impedito l'ibridazione interspecifica tra i due animali, ma essa può verificarsi quando entrambe sono confinate nella stessa area. La prole risultante è generalmente fertile. Uno studio condotto su questi ibridi presso la riserva naturale di Spioenkop Dam, in Sudafrica, ha rivelato che molti avevano anomalie svantaggiose relative a denti, corna e ossa wormiane del cranio. Un altro studio ha riportato l'aumento delle dimensioni degli ibridi rispetto a quelle di entrambi i genitori. In alcuni esemplari, le bolle uditive sono notevolmente deformate e in altri il radio e l'ulna sono fusi.

## Descrizione

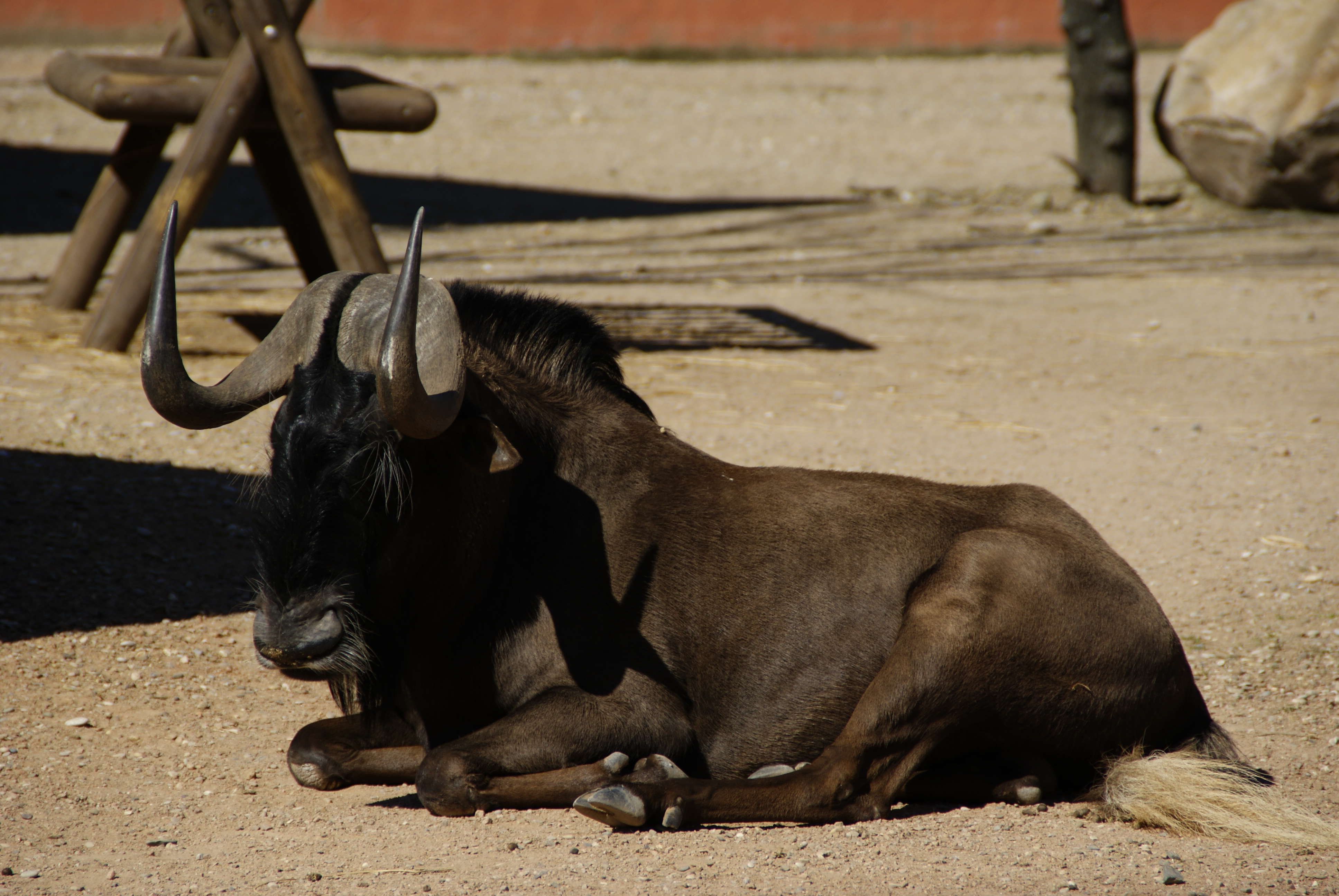
Lo gnu dalla coda bianca ha le corna che si curvano in avanti.

Lo gnu dalla coda bianca mostra un certo grado di dimorfismo sessuale, con le femmine più piccole e più snelle dei maschi. La lunghezza testa-corpo è generalmente di 170–220 cm. I maschi raggiungono circa 111–121 cm di altezza al garrese, le femmine 106–116 cm. Per quanto riguarda il peso, esso è di 140–157 kg nei primi e di 110–122 kg nelle seconde. Una caratteristica distintiva degli esemplari di entrambi i sessi è la coda, lunga e simile a quella di un cavallo. Il suo colore bianco brillante conferisce a questo animale il nome comune di «gnu dalla coda bianca» e lo distingue anche dallo gnu striato, che ha la coda nera. La coda misura 80–100 cm di lunghezza.
Lo gnu dalla coda bianca ha un mantello di colore marrone scuro o nero, leggermente più chiaro in estate e più ruvido e ispido in inverno. Alla nascita i piccoli sono ricoperti da un mantello ispido di colore fulvo. I maschi sono più scuri delle femmine. Entrambi i sessi hanno una criniera folta e scura che, come quella dello gnu striato, sporge dalla parte posteriore del collo. I peli che la compongono sono bianchi o color crema con la punta scura. Sul muso e sotto la mandibola vi sono degli ispidi peli neri; altri lunghi peli neri si trovano tra le zampe anteriori e sotto il ventre. Altre caratteristiche degne di nota sono il collo robusto, la linea diritta del dorso e gli occhi piuttosto piccoli e brillanti.
Maschi e femmine sono dotati di forti corna che si curvano in avanti, simili a ganci, lunghe fino a 78 cm. Nei maschi maturi esse presentano una base ampia e appiattita, a formare uno scudo protettivo. Nelle femmine esse sono più corte e sottili e raggiungono le massime dimensioni nel terzo anno, mentre nei maschi sono completamente sviluppate all'età di quattro o cinque anni. Di norma lo gnu dalla coda bianca ha 13 vertebre toraciche, ma sono stati segnalati anche esemplari che ne avevano 14, e questa specie mostra una certa tendenza all'allungamento della regione toracica. Le ghiandole odorifere poste davanti agli occhi, sotto i ciuffi di peli lunghi e sui piedi anteriori secernono una sostanza glutinosa. Le femmine hanno due capezzoli. Oltre che nella forma della coda, le due specie di gnu differiscono anche per le dimensioni e la colorazione: lo gnu dalla coda bianca, infatti, è più piccolo e più scuro di quello striato.
Lo gnu dalla coda bianca è in grado di mantenere più o meno costante la sua temperatura corporea nonostante le grandi escursioni della temperatura esterna. Presenta uno spiccato adattamento alla radiazione solare, che gli consente di prosperare in habitat caldi, dove spesso l'ombra è del tutto assente. La conta eritrocitaria è alta alla nascita e aumenta fino all'età di 2-3 mesi, mentre la conta leucocitaria è bassa alla nascita e continua a diminuire per tutta la vita dell'animale. La conta dei neutrofili è alta in qualsiasi età. Il contenuto di ematocrito ed emoglobina diminuisce fino a 20-30 giorni dopo la nascita. Un picco nel numero di tutti questi parametri ematologici si riscontra all'età di 2-3 mesi, dopodiché tutti i valori diminuiscono gradualmente, raggiungendo il minimo negli individui più anziani. La presenza di fibre a contrazione rapida e la capacità dei muscoli di utilizzare grandi quantità di ossigeno possono spiegare la rapida velocità nella corsa raggiunta dallo gnu dalla coda bianca e la sua elevata resistenza alla fatica. Gli gnu dalla coda bianca possono vivere per circa 20 anni.

## Malattie e parassiti
Lo gnu dalla coda bianca è particolarmente suscettibile all'antrace e presso le sue popolazioni sono stati segnalati focolai, rari ma ampiamente diffusi, che si sono rivelati mortali. In esemplari di questa specie sono stati osservati anche casi di atassia correlati a mielopatia e basse concentrazioni di rame nel fegato. Lo gnu dalla coda bianca può essere colpito dall'ehrlichiosi, una malattia provocata da una rickettsia (Ehrlichia ruminantium) trasmessa dalle zecche, e forse anche dalla peste bovina e dall'afta epizootica, due malattie che colpiscono fatalmente lo gnu striato. La febbre catarrale maligna è una malattia mortale dei bovini domestici causata da un gammaherpesvirus. Come lo gnu striato, lo gnu dalla coda bianca sembra fungere da serbatoio per il virus e tutti gli animali risultano portatori, essendo costantemente infettati, ma non mostrano sintomi. Il virus viene trasmesso dalla madre al piccolo durante il periodo di gestazione o subito dopo la nascita.
Gli gnu dalla coda bianca fungono da ospiti per numerosi parassiti esterni e interni. Uno studio effettuato negli esemplari del Karroid Mountainveld (Provincia del Capo Orientale, Sudafrica) ha rivelato la presenza di tutti gli stadi larvali delle mosche Oestrus variolosus e Gedoelstia hässleri. Larve del primo stadio di G. hässleri sono state trovate in gran numero sulla dura madre dei piccoli di gnu, specialmente tra giugno e agosto, da dove successivamente migrano verso le fosse nasali. Ripetuti focolai di rogna (scabbia) hanno portato alla scomparsa di intere popolazioni da vaste zone. Il primo studio dei protozoi presenti nello gnu striato e in quello dalla coda bianca ha rivelato la presenza di 23 specie di protozoi nel rumine, delle quali  Diplodinium bubalidis e Ostracodinium damaliscus erano presenti in tutti gli esemplari esaminati.

## Biologia

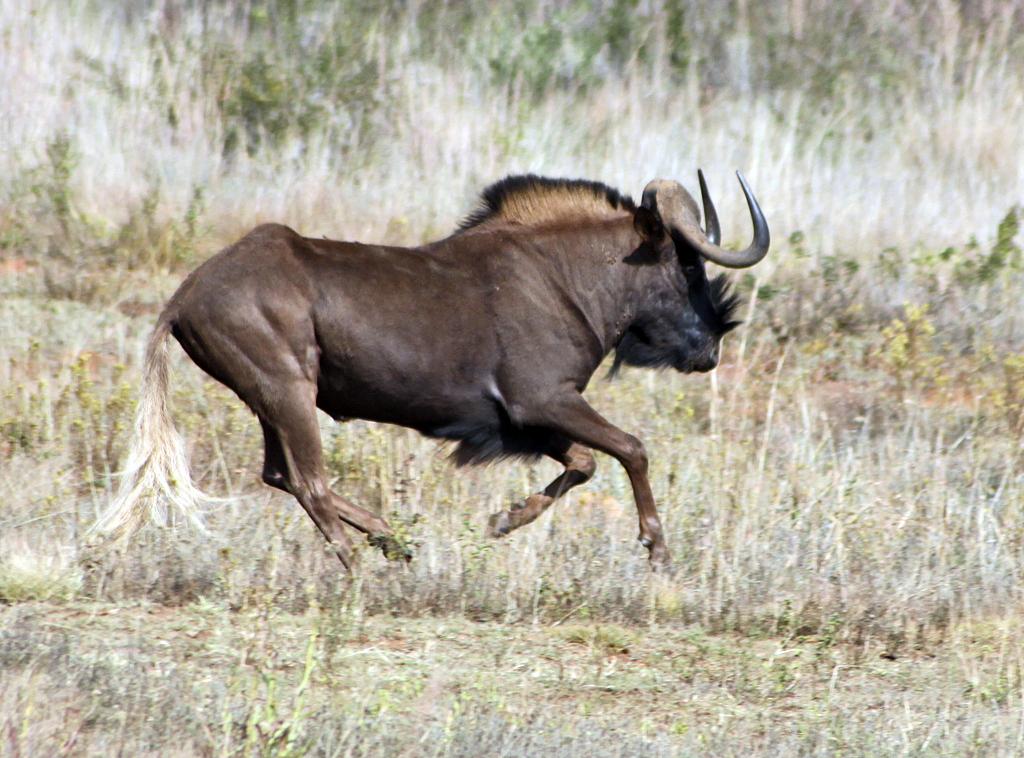
Lo gnu dalla coda bianca può raggiungere gli 80 km/h.

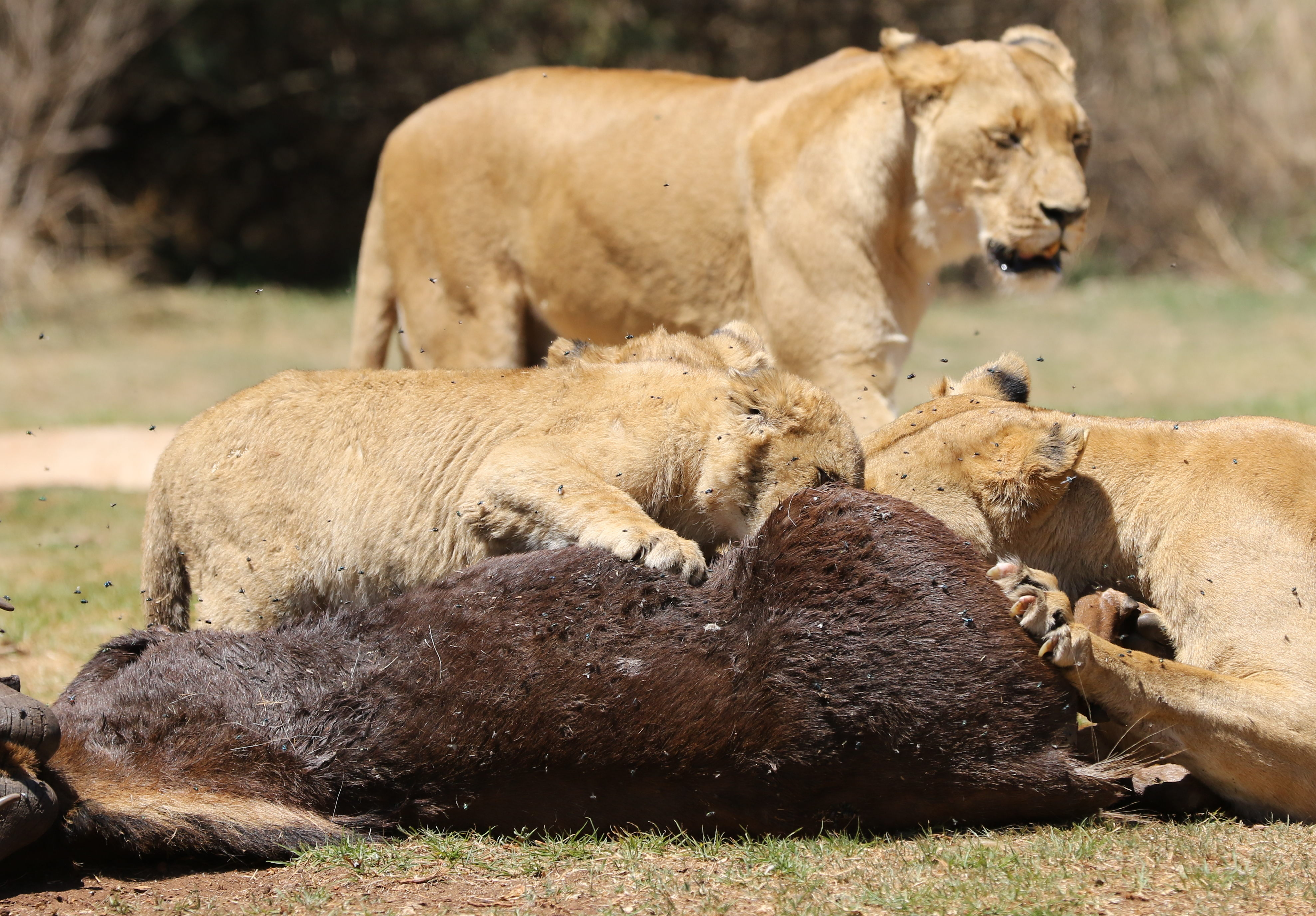
Leoni che si nutrono della carcassa di uno gnu dalla coda bianca nella riserva di caccia di Krugersdorp, nel Gauteng.

Gli gnu dalla coda bianca sono attivi soprattutto al mattino presto e nel tardo pomeriggio, in quanto preferiscono riposare durante le ore più calde della giornata. Possono correre fino a una velocità di 80 km/h. Quando una persona si avvicina a poche centinaia di metri da un branco, gli gnu sbuffano e corrono per una breve distanza prima di fermarsi e guardare indietro, ripetendo questo comportamento se l'estraneo si avvicina ulteriormente. Comunicano tra loro rilasciando feromoni rilevati con il flehmen o producendo segnali sonori. Uno di questi è uno sbuffo metallico, una sorta di «singhiozzo» echeggiante, che può essere udito fino a un chilometro e mezzo di distanza. Gli gnu possono cadere vittima di leoni, iene macchiate, licaoni, leopardi, ghepardi e coccodrilli: le iene prendono principalmente di mira i piccoli, mentre i leoni attaccano gli adulti.
Lo gnu dalla coda bianca è una specie gregaria dalla complessa struttura sociale comprendente tre tipi di gruppi distinti: branchi di femmine composti dalle femmine adulte e dai loro piccoli, branchi di scapoli composti solo da giovani di un anno e da maschi più anziani, e maschi territoriali. Il numero di femmine presenti in un branco è variabile: generalmente va da 14 a 32, ma è più alto quando la densità di popolazione è maggiore e il cibo è più abbondante. Vi è un forte attaccamento tra le varie femmine di un gruppo, molte delle quali sono imparentate tra loro. Le mandrie più numerose spesso si suddividono in gruppi più piccoli. Mentre i neonati rimangono con le madri, i più grandi formano gruppi propri all'interno della mandria. Nella mandria vige una rigida gerarchia sociale e le femmine sono piuttosto aggressive nei confronti delle estranee che cercano di unirsi al gruppo. I giovani maschi vengono generalmente allontanati dalle madri prima dell'inizio della stagione delle nascite. La separazione dalla madre può essere una delle principali cause di mortalità tra i giovani. Mentre alcuni maschi di un anno rimangono all'interno del branco di femmine, gli altri si uniscono a un branco di scapoli. Questi sono generalmente associazioni poco coese e, a differenza delle mandrie di femmine, i vari individui non sono molto attaccati l'uno all'altro. Un'altra differenza tra le mandrie di femmine e quelle di scapoli è la minore aggressività che vige tra i maschi. Queste mandrie di scapoli si spostano in continuazione da un pascolo all'altro e costituiscono un rifugio per i maschi che non sono riusciti a impadronirsi di un territorio, nonché una riserva per i futuri maschi riproduttori.
I maschi maturi, generalmente di età superiore ai 4 anni, stabiliscono i propri terrori, attraverso i quali passano spesso le mandrie di femmine. Questi territori vengono mantenuti durante tutto l'anno: di solito i vari maschi sono separati da una distanza di circa 100–400 m, ma questa può variare a seconda della qualità dell'habitat. In condizioni favorevoli, tale distanza può ridursi ad appena 9 m, ma può arrivare fino a 1600 m negli habitat più poveri. Ogni maschio occupa un appezzamento di tereno al centro del suo territorio in cui deposita regolarmente cumuli di escrementi ed effettua manifestazioni dimostrative. Queste ultime consistono nell'urinare, raspare il terreno, scalpitare, rotolare per terra e colpire il terreno con le corna: tutti comportamenti per mettere in mostra le proprie qualità agli altri maschi. L'incontro tra due maschi comporta un rituale elaborato. Estes ha coniato il termine «rituale di sfida» per descrivere tale comportamento nello gnu striato, ma esso si applica benissimo anche allo gnu dalla coda bianca, una specie dal comportamento molto simile. I maschi si avvicinano con la testa bassa, come se stessero pascolando (talvolta pascolano davvero). Questo di solito è seguito da movimenti quali mettersi accanto in posizione parallela ma contraria: a questo punto uno dei due maschi si mette a urinare e l'altro annusa ed esegue il flehmen, dopodiché possono invertire la procedura. Durante o dopo questo rituale, i due possono intrecciare le corna, girarsi intorno o persino distogliere lo sguardo. Quindi ha inizio il combattimento, che può essere di bassa intensità (consistendo solamente nell'incastrare le corna e nello spingersi a vicenda restando in posizione eretta) o di alta intensità (con i due contendenti che si mettono in ginocchio e si spingono a vicenda con forza, cercando di rimanere in contatto mentre le fronti toccano quasi per terra). Si registrano anche atteggiamenti di minaccia, come scuotere la testa.

### Alimentazione

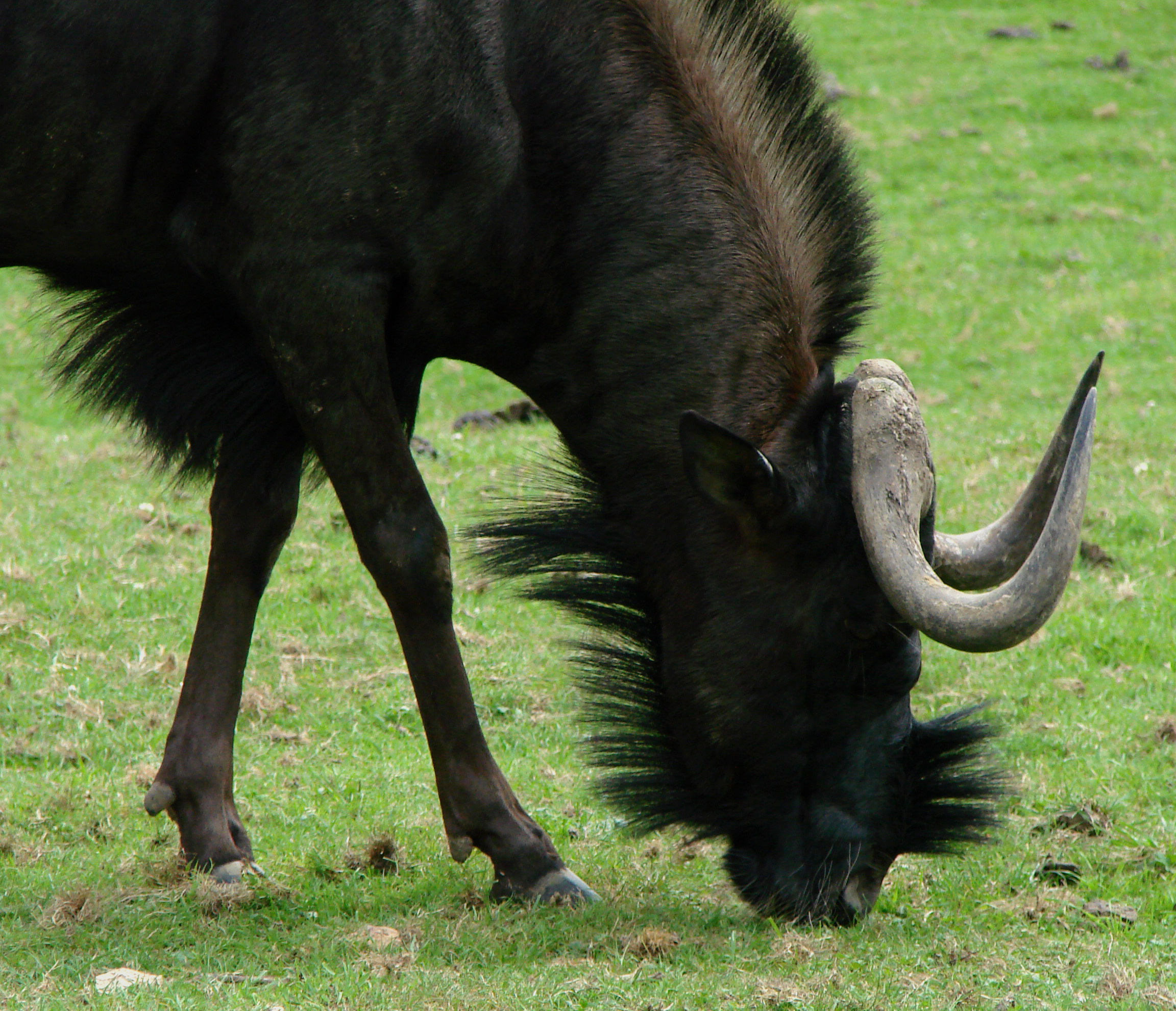
Questa specie è principalmente erbivora.

Gli gnu dalla coda bianca sono prevalentemente erbivori: prediligono le graminacee basse, ma si nutrono anche di altre piante erbacee e di arbusti, soprattutto quando le graminacee sono scarse. Gli arbusti possono costituire fino al 37% della dieta, ma l'erba generalmente ne costituisce più del 90%. L'acqua è essenziale per la loro sopravvivenza, ma possono sopravvivere anche senza dover bere tutti i giorni. Gli gnu pascolano disposti in fila o in gruppi sciolti, di solito camminando in fila indiana quando si spostano. Sono spesso accompagnati dagli aironi guardabuoi, che catturano e mangiano gli insetti nascosti sul loro mantello o che vengono disturbati dai loro movimenti.
Prima dell'arrivo degli europei nella zona, gli gnu si spostavano su una vasta area, probabilmente in relazione all'arrivo delle piogge e alla disponibilità di foraggio. Non intraprendevano mai migrazioni così imponenti come quelle dello gnu striato, ma in passato attraversavano la catena dei monti dei Draghi, spostandosi verso est in autunno, alla ricerca di buoni pascoli. Tornavano poi nell'Alto Veld in primavera, dirigendosi a ovest, dove abbondavano le patate dolci e la vegetazione del Karoo. Si spostavano anche da nord a sud, quando l'erba Digitaria insularis a nord del fiume Vaal giungeva a maturazione, assumendo un sapore sgradevole, in quanto questi animali mangiavano solo i giovani germogli. Oggi, quasi tutti gli gnu dalla coda bianca vivono nelle riserve o nelle fattorie e l'entità dei loro spostamenti è limitata.
Durante uno studio sulle attività alimentari di un certo numero di femmine che vivevano in un habitat privo di ombra, si è scoperto che esse si nutrivano principalmente di notte. Mangiavano a intervalli regolari per un determinato periodo dell'anno e, con l'aumento delle temperature, aumentava anche il numero degli esemplari che si nutrivano di notte. Durante la stagione fredda, si sdraiavano per riposare, ma quando c'era caldo riposavano in piedi.

### Riproduzione
I maschi di gnu dalla coda bianca raggiungono la maturità sessuale all'età di tre anni, o anche prima quando sono in cattività. Le femmine vanno per la prima volta in estro e si riproducono all'età di un anno o due. Si riproducono solo una volta all'anno.
Un maschio dominante ha il proprio harem di femmine e non permette ad altri maschi di accoppiarsi con loro. La stagione degli amori sopraggiunge alla fine della stagione delle piogge e si protrae per alcune settimane tra febbraio e aprile. Quando una delle sue femmine entra in estro, il maschio concentra su di lei l'attenzione, accoppiandocisi più volte. In questo periodo il maschio esegue tutta una serie di comportamenti legati alla sfera sessuale; ad esempio, allunga il collo verso il basso, con le orecchie abbassate, annusa la vulva della femmina, urina platealmente e appoggia il mento sulla groppa della femmina. Allo stesso tempo, la femmina tiene la coda sollevata (a volte verticalmente) o la fa oscillare sul muso del maschio. La coppia di solito si separa dopo l'accoppiamento, ma in alcuni casi la femmina segue il suo partner per qualche minuto, toccandogli la groppa con il muso. Durante la stagione riproduttiva, le condizioni fisiche del maschio peggiorano, in quanto dedica poco tempo a pascolare. In alcuni casi i maschi montano esemplari dello stesso sesso.

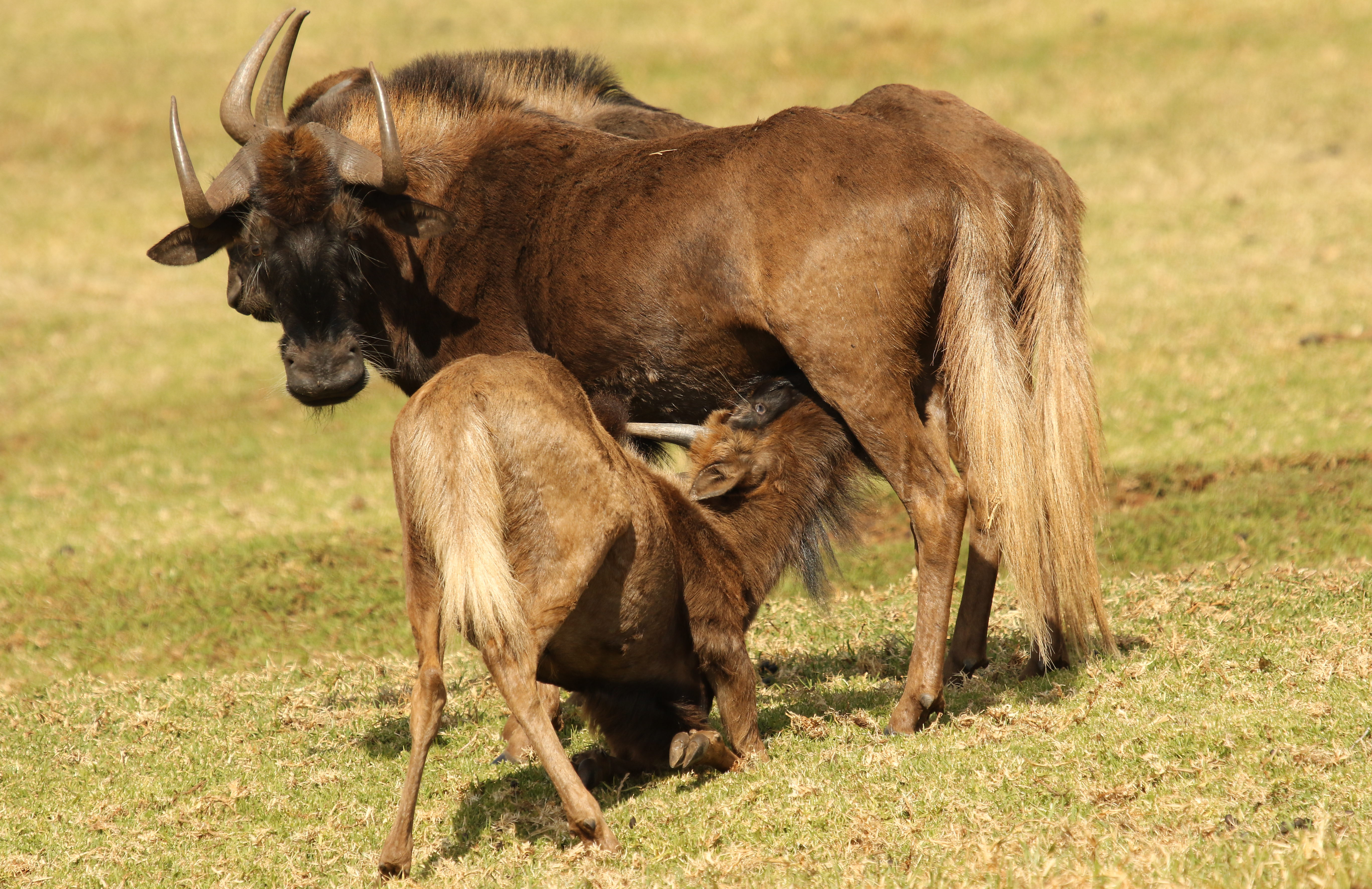
Una femmina allatta il suo piccolo nella riserva di caccia di Krugersdorp, nel Gauteng.

Il periodo di gestazione dura circa 8,5 mesi, trascorsi i quali nasce un solo piccolo. Le femmine in travaglio non si allontanano dal branco e si sdraiano e si rialzano ripetutamente. Il parto ha luogo normalmente in zone dove l'erba è bassa, con la femmina in posizione sdraiata. Essa si alza subito dopo, provocando la rottura del cordone ombelicale, lecca vigorosamente il neonato e mastica la placenta. Nonostanze le variazioni regionali, circa l'80% delle femmine partorisce entro 2-3 settimane dall'inizio della stagione delle piogge, da metà novembre a fine dicembre. La riproduzione stagionale è stata segnalata anche tra gli esemplari in cattività negli zoo europei. Non sono mai stati registrati parti gemellari.
Il piccolo è ricoperto da un mantello fulvo e ispido e pesa circa 11 kg. Entro la fine della quarta settimana, i quattro incisivi sono già completamente spuntati e più o meno contemporaneamente sulla testa compaiono due strutture simili a bernoccoli, gli abbozzi delle corna. Queste crescono fino a raggiungere una lunghezza di 200–250 mm entro il quinto mese e saranno ben sviluppate entro l'ottavo mese. Il piccolo è in grado di stare in piedi e correre poco dopo la nascita, un momento che rappresenta un serio pericolo per gli animali che vivono in natura. Viene nutrito con il latte della madre per 6-8 mesi, anche se inizia a rosicchiare i fili d'erba già a 4 settimane, e rimane con la madre fino alla nascita del prossimo piccolo, l'anno successivo.

## Distribuzione e habitat
Lo gnu dalla coda bianca è originario dell'Africa meridionale. Il suo areale storico comprendeva Sudafrica, eSwatini e Lesotho, ma negli ultimi due paesi venne cacciato fino all'estinzione già nel XIX secolo. Oggi vi è stato reintrodotto, oltre ad essere stato introdotto in Namibia, dove si è stabilito con successo.
La specie abita le pianure aperte, le praterie e le boscaglie del Karoo, sia nelle impervie regioni montuose che nelle basse colline ondulate. L'altitudine in queste aree varia da 1350 a 2150 m. Le mandrie sono spesso migratrici o nomadi, ma possono anche occupare home range fissi di un chilomertro quadrato. I branchi di femmine vagano in home range di circa 100 ettari di superficie. In passato lo gnu dalla coda bianca viveva nelle praterie temperate dell'Alto Veld durante la stagione secca e nell'arida regione del Karoo durante le piogge. Tuttavia, a causa dell'intensa caccia cui è stato fatto oggetto per la pelle, è scomparso dal suo areale storico e oggi è in gran parte limitato alle fattorie di grossa selvaggina e alle riserve protette dell'Africa meridionale. Nella maggior parte delle riserve, lo gnu dalla coda bianca condivide l'habitat con il damalisco dalla fronte bianca e l'antilope saltante.

## Conservazione
Laddove condivide l'areale con lo gnu striato, le due specie possono incrociarsi e questo è considerata una potenziale minaccia per la gestione della specie. Lo gnu dalla coda bianca un tempo era molto numeroso ed era presente nell'Africa meridionale in vaste mandrie, ma alla fine del XIX secolo era stato quasi cacciato fino all'estinzione e ne erano rimasti meno di 600 capi. Un piccolo numero di esemplari era tuttavia ancora presente nelle riserve di caccia e negli zoo e a partire da questi è stato possibile salvare la specie.
Si ritiene che oggi rimangano più di 18000 esemplari, 7000 dei quali si trovano in Namibia, al di fuori del loro areale originario, dove vengono allevati. Circa l'80% degli gnu vive in terreni privati, mentre il restante 20% è confinato in aree protette. La popolazione è attualmente in crescita (in particolare nei terreni privati) e per questo motivo l'Unione internazionale per la conservazione della natura (IUCN), nella sua Lista rossa delle specie minacciate, classifica lo gnu dalla coda bianca come «specie a rischio minimo» (Least Concern). La sua introduzione in Namibia si è rivelata un grande successo e il numero di individui è aumentato notevolmente dai 150 del 1982 ai 7000 del 1992.

## Rapporti con l'uomo

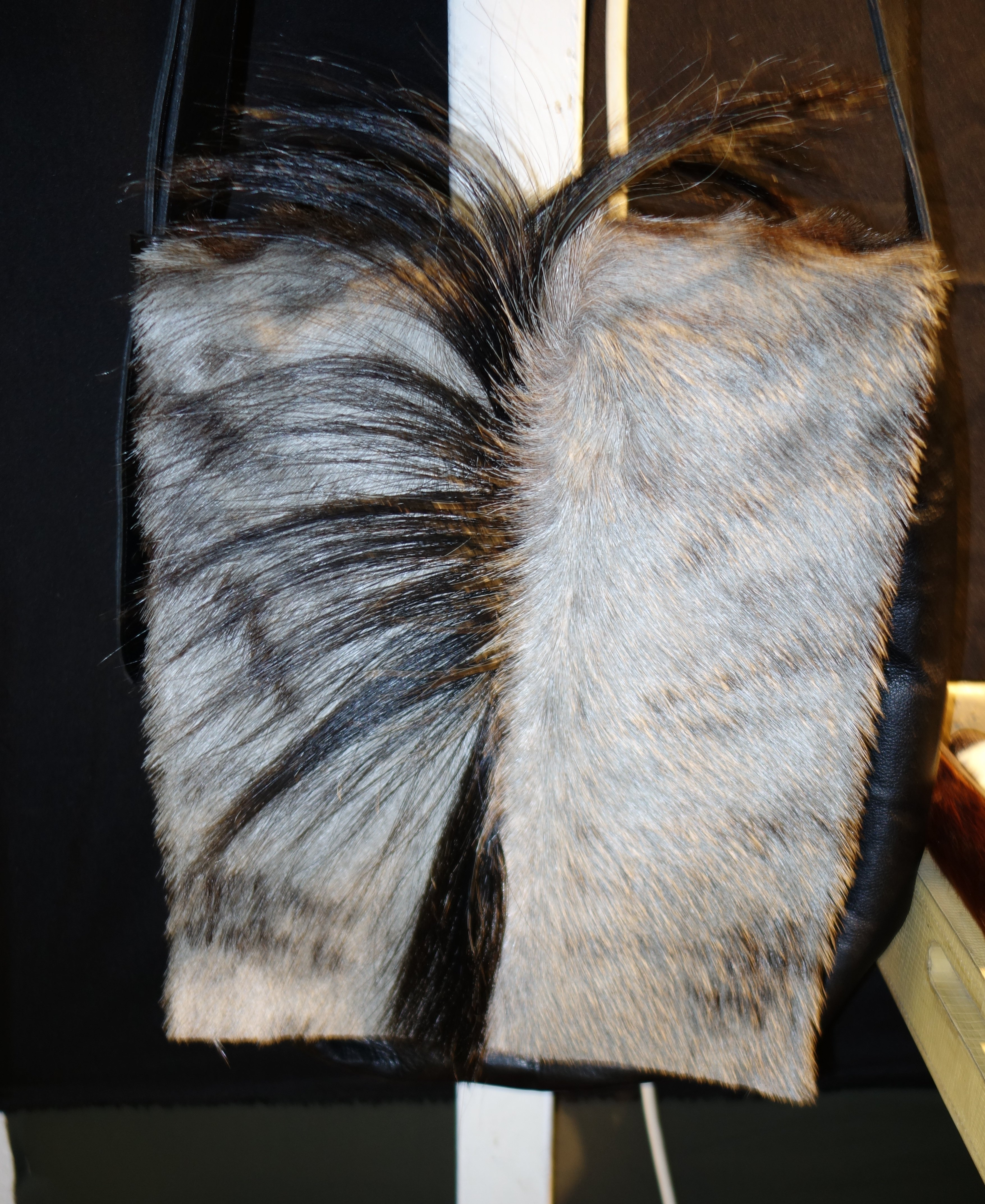
Una borsa fatta con pelle di gnu.

Lo gnu dalla coda bianca è raffigurato sullo stemma della provincia sudafricana del Natal. Nel corso degli anni, le autorità sudafricane hanno emesso francobolli su cui compare questo animale e la Zecca sudafricana ha coniato una moneta da 5 rand con uno gnu dalla coda bianca rampante.
Sebbene oggi non siano più presenti nel loro habitat naturale in così gran numero, in passato gli gnu dalla coda bianca erano i principali erbivori dell'ecosistema e costituivano la preda principale per grandi predatori come il leone. Ora rivestono una grande importanza economica per gli esseri umani: oltre ad essere un'importante attrazione turistica, forniscono prodotti come la pelle e la carne. Dalla pelle viene ricavato un cuoio di buona qualità, mentre la carne è ruvida, secca e piuttosto dura. La carne di gnu viene essiccata per fare il biltong, un ingrediente principale della cucina sudafricana. La carne delle femmine è più tenera di quella dei maschi ed è di qualità migliore durante la stagione autunnale. Lo gnu può fornire una quantità di carne 10 volte maggiore della gazzella di Thomson. La coda, sericea e fluente, viene usata per fabbricare scacciamosche o chowries.
Tuttavia, lo gnu dalla coda bianca può anche rivelarsi dannoso per gli esseri umani. Gli esemplari selvatici possono competere con il bestiame commerciale e trasmettere malattie mortali come la peste bovina, provocando epidemie, in particolare tra i bovini domestici. Possono anche diffondere zecche, vermi polmonari, tenie, mosche e parafistomi.